# ميخائيل رود
ميخائيل رود (بالدنماركية: Michael Rohde)‏ (3 مارس 1894 بكوبنهاغن في الدنمارك - 5 فبراير 1979 بكوبنهاغن في الدنمارك) هو مدرب كرة قدم ولاعب كرة قدم دانمركي في مركز الهجوم، شارك في الألعاب الأولمبية الصيفية 1920. وشارك مع منتخب الدنمارك لكرة القدم. أما مع النوادي، فقد لعب مع Boldklubben af 1893 ‏.

## وصلات خارجية
- ميخائيل رود على موقع قاعدة بيانات كرة القدم.إي يو (الإنجليزية)
- ميخائيل رود على موقع ناشيونال فوتبول تيمز (الإنجليزية)
- ميخائيل رود على موقع أوليمبيديا (الإنجليزية)